# Guerra Civil de Líbia (2011)
|  | Per a altres significats, vegeu «Guerra Civil de Líbia (2014-2020)». |

La Guerra Civil de Líbia o Revolució líbia del 2011 va començar com una sèrie de protestes i confrontacions a l'estat de Líbia, al nord d'Àfrica, contra Muammar al-Gaddafi, qui portava 42 anys com a home fort del govern de Líbia. Va ser un conflicte internacional en territori libi que va començar al febrer del 2011. Va enfrontar al govern de Muammar al-Gadaffi contra els seus opositors, i va tenir com a context històric la Primavera Àrab. La guerra té els seus orígens en la repressió de manifestacions i protestes, en la qual el règim de Gaddafi va arribar a fer ús de l'aviació.
La revolta i el control d'algunes ciutats pels manifestants, va derivar en un enfrontament armat. Posteriorment, després de la confirmació que les mesures preses pel govern libi per recuperar el control del país atemptaven contra els drets civils i la seguretat de la població civil, va intervenir una aliança de països emparats en una resolució de les Nacions Unides. Aquesta intervenció va acabar el 31 d'octubre de 2011, tan bon punt el Consell de Seguretat de l'ONU per unanimitat anul·lés la resolució que permetia la intervenció a causa de la victòria rebel.
En els primers quatre mesos de guerra civil, segons el cap d'una delegació del Consell de Drets Humans de les Nacions Unides, s'haurien produït entre deu i quinze mil morts en tots dos bàndols, constatant-se casos de violència sexual i crims de guerra comesos principalment per les forces lleials a Gaddafi.
La guerra va finalitzar amb la derrota del règim de Gaddafi, la seva mort, i el control total del país per part dels rebels i revolucionaris del Consell Nacional de Transició fins a dissoldre's a l'agost de 2012; tanmateix, això no va significar la fi de la violència al país.

## Inici de les protestes
Les protestes van començar el 15 de febrer del 2011 i van evolucionar cap a una revolució estesa a tot el país cap a la fi de febrer. Aquesta revolta va aparèixer després de les que hi va haver a Tunísia i Egipte i altres del món àrab el mateix any.
Cap a la fi del mes de febrer Gaddafi havia perdut el control sobre una part important de Líbia, incloent importants ciutats com Misurata i Bengasi. L'oposició líbia va formar un Consell de Transició Nacional, que França va reconèixer com únic representant legítim del poble libi, i a la regió de Cirenaica va començar a aparèixer premsa lliure. Els mitjans socials de comunicació via internet van jugar un important paper en organitzar l'oposició política.
Gaddafi continuà tenint el control a la capital, Trípoli, Sirt, Zliten, i Sabha, i en altres ciutats. Gaddafi controlà la Brigada Khamis i altres unitats militars i polcials i es creu que compta amb mercenaris. La majoria dels estats del món van condemnar l'ús que va fer Gaddafi de la força militar contra els civils, el que va dur a la creació de la resolució 1973 del Consell de Seguretat de les Nacions Unides, que aprovava la creació d'una zona d'exclusió aèria sobre Líbia per a evitar l'atac a civils per part de les tropes governamentals.
Sis dies després d'aquesta resolució, el Consell de Transició Nacional va constituir un govern interí amb Mahmud Jibril com a president.

## Resolució 1973 del Consell de Seguretat de les Nacions Unides

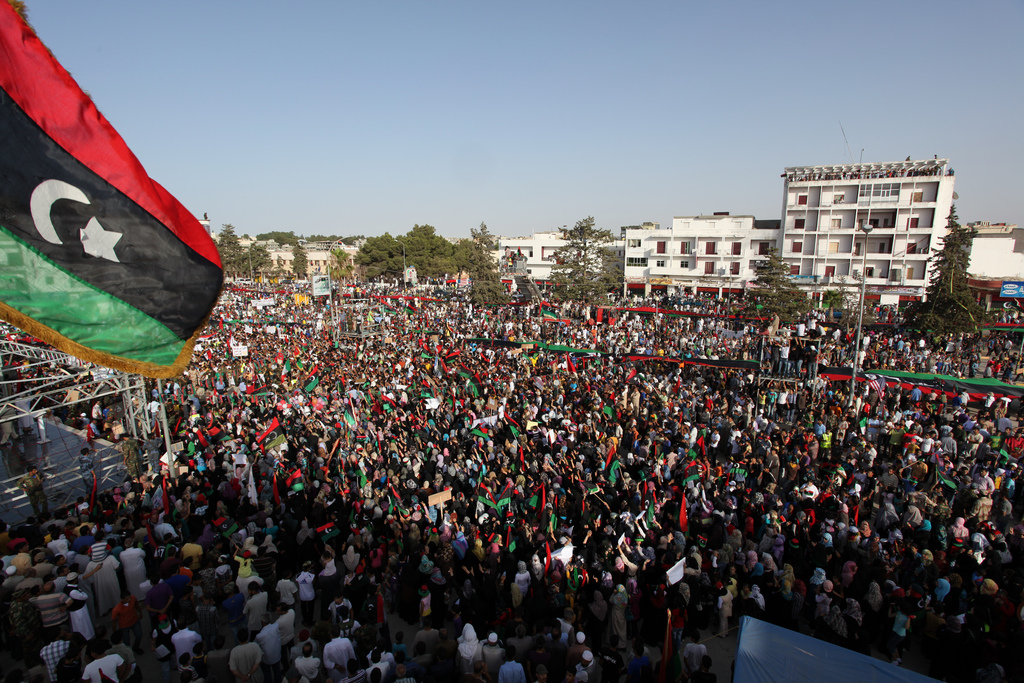
Manifestacions a Al Bayda a favor de la rebel·lió.

El 17 de març el Consell de Seguretat de l'ONU va aprovar una resolució en base jurídica al capítol VII de la Carta de les Nacions Unides que autoritzava l'ús de la força per tal d'evitar l'atac del govern de Líbia contra la població civil, especialment a la zona de Bengasi. La resolució s'aprovà per deu vots a favor i cinc abstencions (Xina, Rússia, Alemanya, Brasil i Índia).
El govern de Muammar al-Gaddafi va anunciar aproximadament a tres quarts d'una de la tarda (GMT) de l'endemà que iniciaven un alto immediat de les activitats militars en resposta a la resolució de l'ONU. Tanmateix, alguns mitjans de comunicació van afirmar que el govern continuava les accions, malgrat l'alto el foc, i la intervenció internacional no es va aturar.

## Intervenció militar internacional
El 19 de març de 2011 va començar la primera fase de l'atac bèl·lic per part dels Estats Units, França i altres països occidentals per aconseguir l'exclusió aèria, en la qual es van destruir objectius per tal d'anul·lar la defensa antiaèria en les zones controlades pel règim de Muammar al-Gaddafi.
El nom en codi d'aquesta intervenció per als estatunidencs va ser "Operació Odissea de l'Alba" (Operation Odyssey Dawn), mentre que el nom en codi dels britànics era "Operació Ellamy". Després de la primera incursió aèria francesa, els EUA i el Regne Unit van atacar des del mar. Els vaixells de guerra i submarins situats al Mediterrani van llançar durant les primeres 48 hores 112 míssils de creuer contra els sistemes antimíssils. Una setmana després d'iniciats els atacs internacionals, l'OTAN va assumir el comandament de les operacions, amb una estructura de govern polític fora de l'OTAN amb representació d'alguns representants de països participants.
Amb els atacs aeris, els insurgents, que el 19 de març estaven replegats a Bengasi, van passar a l'ofensiva i el 26 de març van reconquerir Ajdabia, Ras Lanuf, Bin Jauad i el port petroler de Brega. Els dies següents els atacs aeris contra els libis van cessar i el front de batalla es va desplaçar diverses vegades entre Bin Yawad i Brega. Els primers dies d'abril, l'exèrcit popular libi va començar a organitzar-se millor, impedint que els civils desarmats acudiren al front i enviant oficials i nous soldats entrenats a la primera línia de batalla, per a defensar Brega.
El 15 d'abril de 2011 el diari estatunidenc The New York Times va publicar una notícia en què assegurava que Moammar al-Gaddafi estava utilitzant bombes de dispersió (del model MAT-120, fabricades a l'Estat espanyol presumptament per l'empresa Instalaza) contra població civil. Les bombes de dispersió estan prohibides per diversos tractats internacionals.
Abdul-Fatah Iunis, el cap militar dels rebels va morir en combat a la darrera setmana de juliol, i després d'unes setmanes amb els fronts estancats, els revoltats van prendre el mes d'agost Brega (al front de l'est), Zlitan (150 quilòmetres a l'est de Trípoli), al-Zauia (a l'oest) i Garian (a les muntanyes del sud), controlant les principals fonts d'energia, sobretot després d'haver pres el port petrolier de Brega i la refineria de Zauia, i Trípoli, on es refugia Muammar al-Gaddafi va quedar assetjat pel sud, l'est i l'oest, sense maniobra per mar, que és atacada el 21 d'agost, quan és capturat Saad al-Gaddafi i inicialment es creia que també Saïf al-Islam, i es rendeix Mohamed al-Gaddafi, però escapa de seguida. La major part Tripoli cau amb facilitat el 22 d'agost, i el complex presidencial el 23, mentre els gaddafistes es concentren i fan forts a alguns barris de Trípoli i a Sirte, amb forta activitat de franctiradors, mentre Gaddafi és amagat i fuig a Sirte, que finalment cau el 20 d'octubre, i l'OTAN va bombardejar la caravana en què al-Gaddafi intentava fugir, però aquest va sobreviure a l'atac, i va ser linxat pels rebels i mort per un tret al cap.

## Baixes
Tot i que recomptes inicials donaven xifres més elevades, en 2013 el nou govern va donar comm a bons 4.700 morts i 2.100 desapareguts.